# Parsa (huyện)
Parsa (tiếng Nepal:पर्सा) là một huyện thuộc khu Narayani, vùng Trung Nepal, Nepal. Huyện này có diện tích 1353 km², dân số thời điểm năm 2001 là 497219 người.

## Dân số
Biến động dân số giai đoạn 1952-2001:
| Năm    | 1952   | 1961   | 1971   | 1981   | 1991   | 2001   |
| ------ | ------ | ------ | ------ | ------ | ------ | ------ |
| Dân số | 114107 | 137624 | 202123 | 284338 | 372524 | 497219 |